# 민충식 (조선귀족)
민충식(閔忠植, 1881년 12월 24일 ~ 1933년 11월 2일)은 일제강점기의 조선귀족으로, 본관은 여흥, 본적은 경성부 궁정동이며 자작 민영소의 장남이다.
1914년 6월 10일 일본 정부로부터 자작 민영소(민충식의 아버지)의 사자(嗣子)로서 종5위에 서위되었으며 1915년 11월 10일 일본 정부로부터 다이쇼 대례 기념장을 받았다. 1917년 5월 9일 자신의 아버지였던 민영소가 받은 남작 작위를 승계받았고 1928년 9월 4일에 열린 히로히토 일본 천황 즉위식에서 조선귀족 자작 총대로 참석했다. 1928년 11월 16일 일본 정부로부터 쇼와 대례 기념장을 받았으며 이와 동시에 종4위에 서위되었다.
1930년 1월 22일 창복회로부터 1월분 교부금 170엔을 받았으며 1932년 10월 17일 조선신궁에서 열린 예제에서 조선귀족 자격으로 참석했다. 1933년 11월 2일 사후 일본 정부로부터 정4위에 추서되었다. 친일파 708인 명단의 조선귀족 부문, 민족문제연구소의 친일인명사전 수록자 명단의 수작/습작 부문, 친일반민족행위진상규명위원회가 발표한 친일반민족행위 705인 명단에 포함되었다.

## 가족관계
- 증조부 : 민치오(閔致五)
- 증조모 : 김해 김씨
  - 조부 : 민규호(閔奎鎬)
  - 조모: 은진 송씨
    - 아버지 : 민영소(閔泳韶)
    - 어머니: 안동 김씨
    - 어머니: 청주 곽씨
      - 부인 : 한산 이씨
      - 매제 : 이순용(李淳鎔), 전주 이씨
        - 아들 : 민병증(閔丙曾)
        - 자부: 양주 조씨
          - 손자: 민성기(閔成基)
          - 손자: 민석기(閔石基)
          - 손자: 민철기(閔鐵基)
          - 손자: 민선기(閔善基)
          - 손녀: 민명기(閔明基)

## 참고자료
- 친일반민족행위진상규명위원회 (2009). 〈민충식〉. 《친일반민족행위진상규명 보고서 Ⅳ-5》. 서울. 788~792쪽.